# Emerson Klappenbach
Emerson Klappenbach (Lascano, 3 de junio de 1926 - Montevideo, 15 de octubre de 1987) fue un profesor y poeta uruguayo, con producción en el área de literatura infantil.

## Biografía
Según su biógrafa, Patricia Díaz Garbarino, nació en Lascano el 3 de junio de 1926. En 1933, se radicó junto a sus hermanos en la ciudad de Colonia del Sacramento la edad de seis años, luego de la muerte de su madre. Allí vivió en casa de sus tías maternas y cursó primaria y secundaria. En la ciudad de Rosario comenzó sus estudios de Magisterio, carrera que de la cual egresó en 1949. Ejerció la docencia en Rosario y Colonia del Sacramento. En esa ciudad publica en 1959 su libro de poesías titulado "Antología : (1948-1959)", el cual es reeditado en agosto del año siguiente en Montevideo.
También desempeñó con posterioridad su labor docente en los departamentos de Durazno, Canelones y Montevideo. En este último departamento, dio clases en Colón y la zona del Cerro.
Su segundo libro de poesías, titulado "Las cuatro estaciones", fue publicado en 1983 y contó con un prólogo de Washington Benavides. Luego de su muerte, en 1987, su amigo, el maestro Luis Neira, recopiló su obra inédita y la publicó en 1993 en el libro póstumo "La burbuja roja", el cual contó con ilustraciones de José Gómez Rifas.

## Obras
- La burbuja roja (Ed. A. Monteverde. Montevideo, 1993)
- Las cuatro estaciones : poemas serios para niños (2.ª edición. Gráfica Malaya. Montevideo, 1983)
- Las cuatro estaciones : poemas serios para niños (1.ª edición. Ed. Alfa Ltda. Montevideo, 1983)
- Antología (1948-1959) (2.ª edición, Montevideo, 1960)
- Antología (1948-1959) (1.ª edición, Colonia del Sacramento, 1959)